# Bukova Poleana, Smolean
Bukova Poleana (în bulgară Букова Поляна) este un sat în comuna Madan, regiunea Smolean,  Bulgaria. 

## Demografie
Componența etnică a satului Bukova Poleana
     Bulgari (76,78%)
     Nicio identificare (20,22%)
     Turci (1,37%)
     Romi (0%)
     Altele (1,6%)
La recensământul din 2011, populația satului Bukova Poleana era de 435 locuitori. Din punct de vedere etnic, majoritatea locuitorilor (76,78%) erau bulgari, cu o minoritate de turci (1,37%). Pentru 20,22% din locuitori nu este cunoscută apartenența etnică.